# Bruce Lee
Bruce Lee nebo také Lee Jun-fan (27. listopadu 1940 San Francisco – 20. července 1973 Hongkong) byl herec, mistr a popularizátor bojových umění. Věnoval se tréninku bojových umění, což ho později dovedlo na filmové plátno. Svou hereckou prací ovlivnil natáčení a popularitu soudobých akčních filmů. Krátce po své smrti se stal legendou a dodnes je znám jako nejvlivnější osobnost bojových umění 20. století.[zdroj?]

## Život

### Mládí

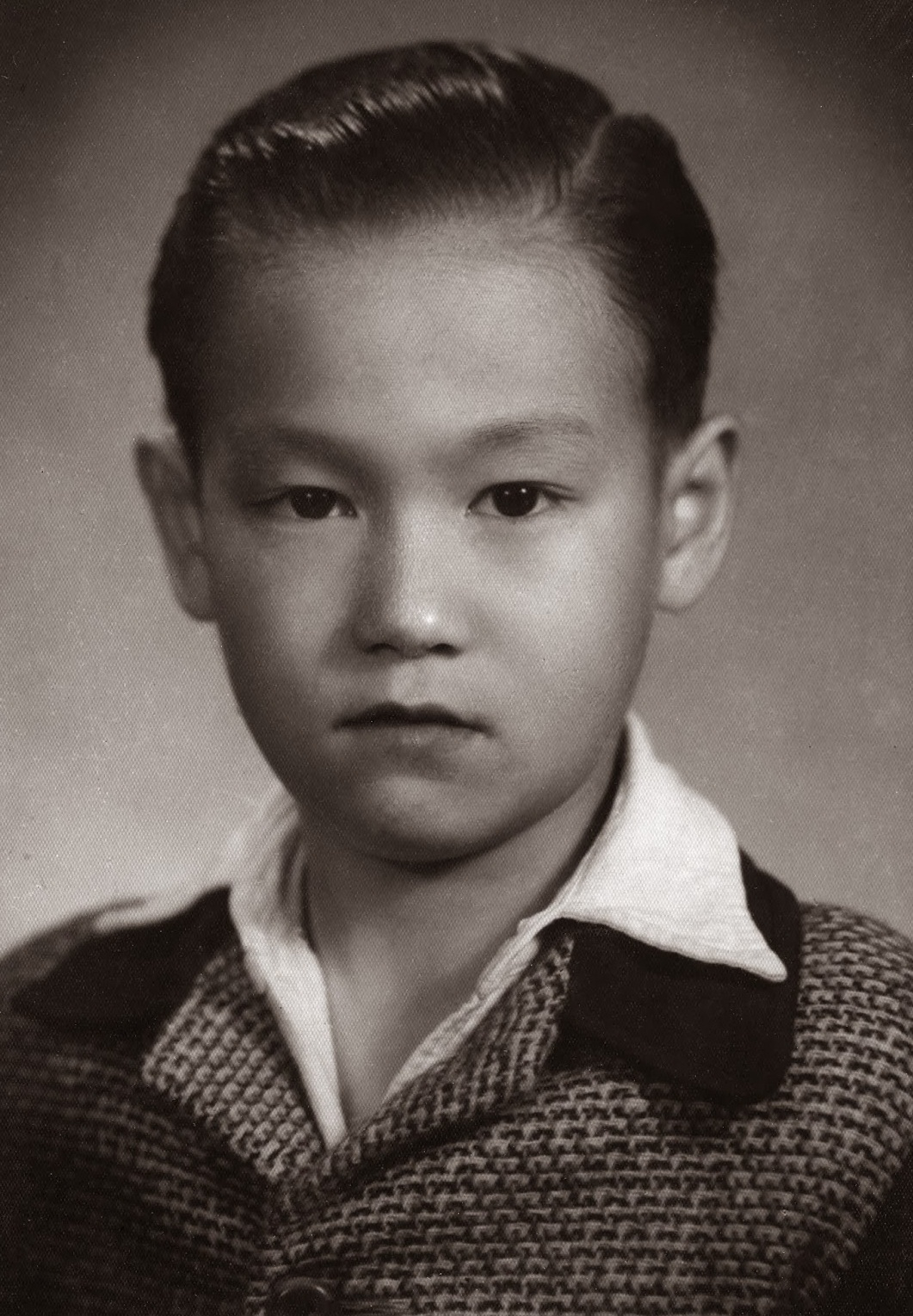
Bruce Lee v roce 1946

Narodil se jako čtvrté z pěti dětí do rodiny Lee Hoi-chuen a Grace Ho v San Francisku. Krátce po jeho narození se celá rodina vrátila do Hongkongu. Měl dvě starší sestry Phoebe a Agnes, staršího bratra Petera a mladšího Roberta. Jedna ze vzpomínek, které si uchoval z dětství, byla japonská okupace v průběhu druhé světové války. Jelikož byl Hongkong britskou kolonií od poloviny 19. století, s vlivem cizí mocnosti se setkával od svého mládí. Ve 13 letech začal s tréninkem Wing Chun. Nevěnoval se však jenom boji. Roku 1958 vyhrál hongkongskou taneční soutěž v ča-ča. A díky svému otci a vrozenému talentu se objevil v několika filmech. Jeho otec se právem obával o budoucnost svého syna, který dával přednost boji, tanci a filmu před studiem. Když se Bruce dostal do potyčky, která přilákala pozornost policie, rodiče se shodli, že je na čase, aby uplatnil svoji americkou národnost a vrátil se do země svého narození.[zdroj?]

### Učitel bojových umění

Bruce Lee trénuje se svým mistrem Ip Manem

Po nějakou dobu bydlel u přítele otce v San Francisku, kde se živil jako taneční instruktor. Nevydržel zde dlouho a brzy se přestěhoval do Seattlu, kde měla Ruby Chow svoji restauraci, která mu díky jeho otci nabídla ubytování a práci. Přihlásil se a pečlivě docházel do Edison Technical College. Jeho studijní výsledky byly dost dobré na to, aby byl přijat na University of Washington, kde později získal titul bakaláře svobodných umění. Frustrován námezdními pracemi, které ho živily, založil roku 1963 Jun Fan Gung Fu Institute, kde vyučoval za nevelký poplatek kung-fu. V té době nebyly školy bojových umění tolik rozšířené, takže neměl o studenty nouzi. Dokonce mezi nimi potkal Lindu Emery, se kterou se oženil roku 1964. Svoji školu bojových umění nechal na starost svému příteli Takymu Kimurovi a se ženou se přestěhoval do Oaklandu k Jamesovi Lee, kde společně otevřeli druhou pobočku Jun Fan Gung Fu Institute. Bruce Lee poskytoval výuku komukoliv, což se nelíbilo čínské menšině. Toto vyústilo v duel, který měl ukončit vzdělávání nečínských studentů, pokud by Lee prohrál. Po necelé minutě boj skončil v Leeův prospěch. On sám však nebyl s výsledkem spokojen, protože očekával rychlejší konec. Tento boj ho přivedl ke snaze o lepší zvládnutí bojových umění, jak po stránce fyzické, tak po stránce filosofické a mentální. V této době vzniká myšlenka Jeet Kune Do.

### Pomalá cesta do Hollywoodu

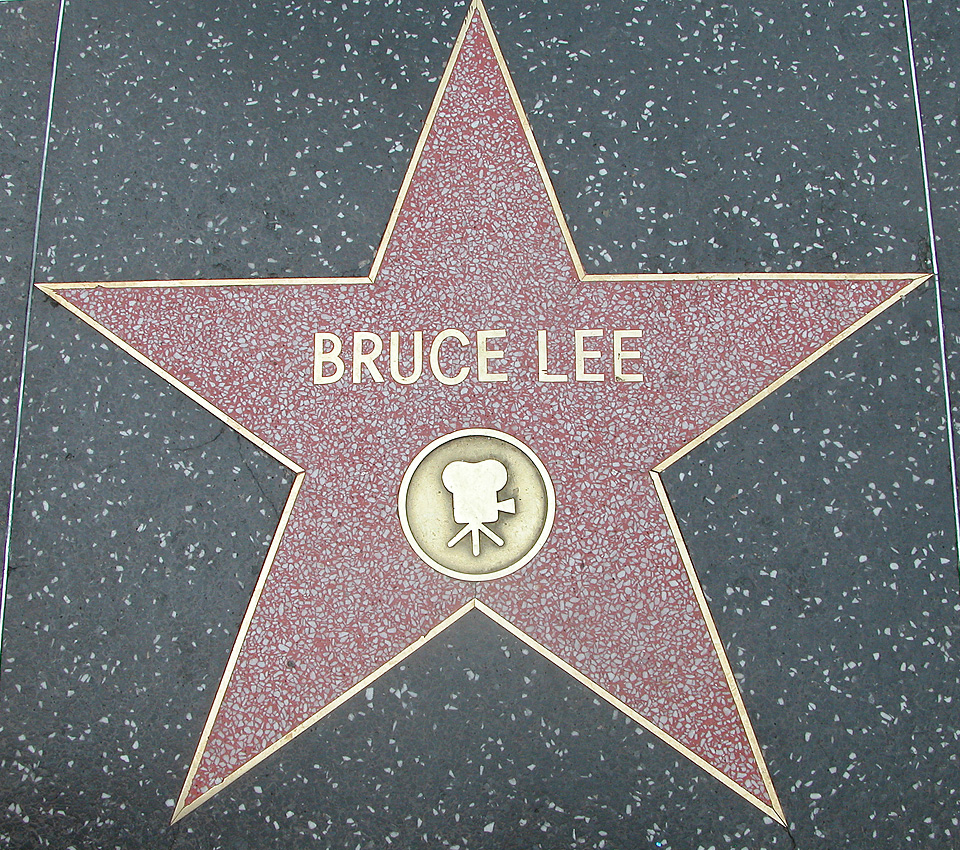
Leeho hvězda na Hollywoodském chodníku slávy

Jeho cesta do Hollywoodu začala 2. srpna 1964 při jeho exhibici na mezinárodním turnaji v karate na Long Beach. Jeho jednopalcové údery, kdy úderem pěstí ze vzdálenosti jednoho palce povalil dobrovolníka, a jeho rychlé kliky na dvou prstech nepřestávaly ohromovat publikum. K jeho velkému štěstí sledoval toto představení i kadeřník filmových hvězd Jay Sebring, který zapříčinil setkání Bruce Leeho s filmovým producentem Williamem Dozierem. Po zkušebním natáčení se Dozier nadchl a nabídl Leemu roli Kata v chystaném televizním seriálu „The Green Hornet“. Než se tak mohlo stát, musel Dozier dokončit seriál Batman, a aby se Lee do té doby neupsal někomu jinému, bylo mu zaplaceno $1800. Další změny nastaly i v jeho rodinném životě, 1. února 1965 se narodil jeho syn Brandon Lee, k němuž si v průběhu svého života vybudoval silné pouto. Krátce nato dorazila zpráva z Hongkongu, že Brucův otec, Lee Hoi-chuen, zemřel. Bruce se musel rozhodnout, zda bude pokračovat ve vyučování bojových umění, nebo se naplno pustí do filmování. Bál se, že po otevření několika dalších škol by ztratil přímou kontrolu nad výukou a nechtěl, aby se pro něj jeho vášeň stala pouze zdrojem obživy. Rozhodl se pro hereckou kariéru.
Mezi roky 1966 a 1967 se účastnil natáčení „The Green Hornet“. V té době nebyla asijská bojová umění tolik známá a rozšířená. Díky bojovým scénám, které sám navrhoval, se stal pro mnohé diváky hvězdou, přestože hrál vedlejší roli. „The Green Hornet“ se přesto nestala úspěšnou sérií a byla po 26. díle ukončena. Aby si udržel stálý příjem, otevřel si v Los Angeles třetí Jun Fan Gung Fu Institute. Po několika menších rolích v různých seriálech začal poskytovat soukromé tréninky různým filmovým osobnostem. Další požehnání přišlo 19. dubna 1969 v podobě dcery (Shannon Emery Lee). Poprvé se objevil v celovečerním filmu Marlowe v roli Winslowa Wonga. Při ranní rozcvičce roku 1970 si poranil záda (později se zjistilo, že šlo o čtvrtý sakrální nerv) a byl mu nakázán šestiměsíční klid na lůžku. Ten strávil převážně čtením knih a zapisováním svých úvah. Po získání síly začal realizovat scénář, pro který sám napsal příběh, s názvem „The Silent Flute“. Warner Brothers projevili zájem a bylo rozhodnuto, že se bude točit v Indii. Po krátkém hledání vhodného místa studio projekt zrušilo. Hollywood mu uštědřil další ránu, když přijal jeho nápad na seriál z prostředí divokého západu, kterým putuje orientální mnich, a hlavní roli přisoudil Davidu Carradinemu, s odůvodněním, že čínský herec v hlavní roli není to, co by fanoušci chtěli vidět.

### Filmování v Hongkongu

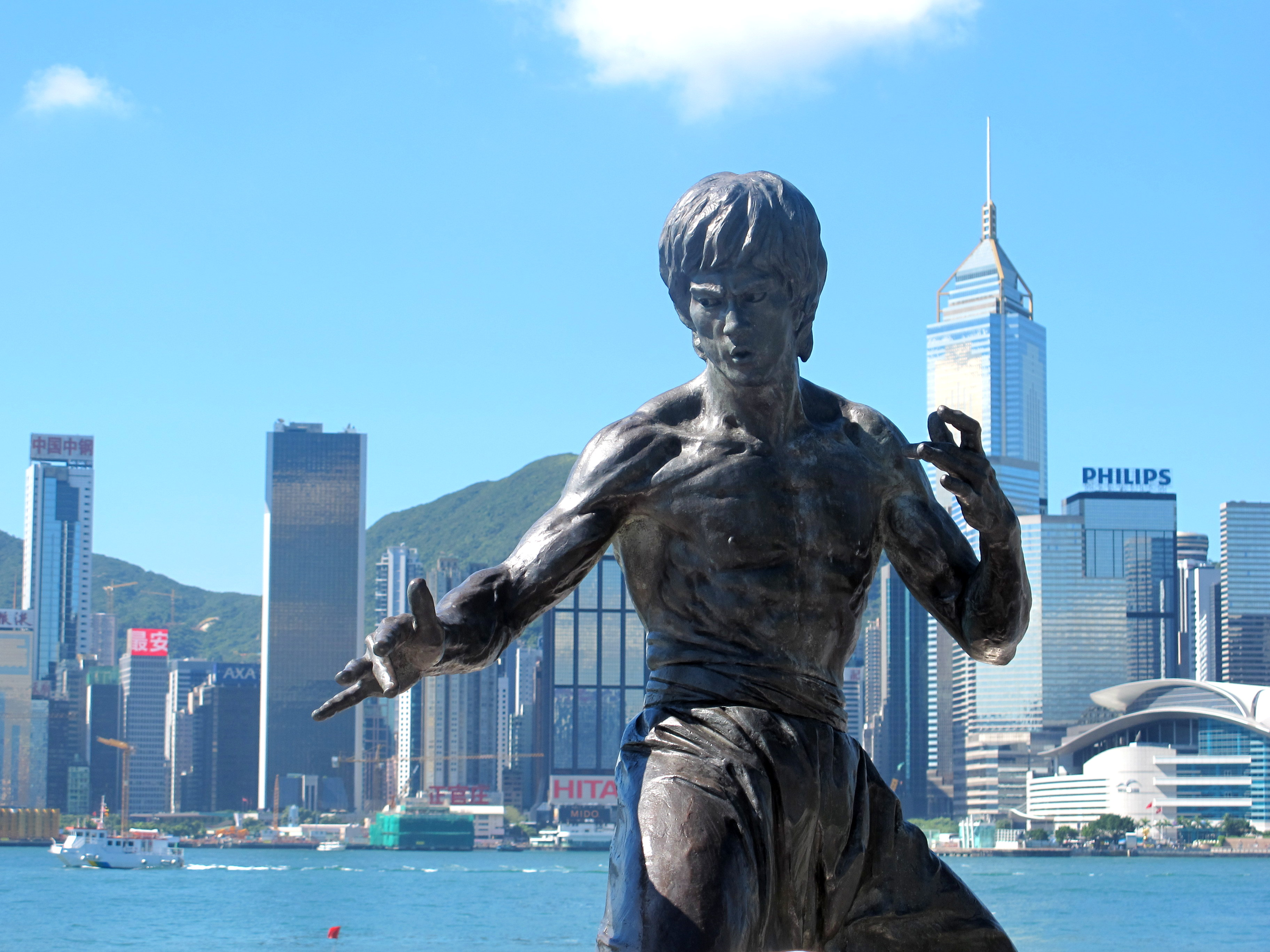
Socha Bruce Leeho v Hongkongu

Zklamán se toho roku vydal do Hongkongu. Byl překvapen, když se setkal s velkou odezvou místních obyvatel, kteří ho oslovovali Kato, podle jeho role v „The Green Hornet“. Neunikl pozornosti médií a místních filmových producentů. Po odmítnutích v Hollywoodu se Lee rozhodl točit v Hongkongu a podepsal smlouvu na dva filmy s Raymondem Chowem. První film Fist of Fury (Pěst plná hněvu) se začal natáčet o rok později a navzdory snížené úrovni natáčení oproti Hollywoodu se z tohoto filmu stal trhák. Bruce souhlasil i se třetím filmem (tím měla být Game of Death – Hra smrti). Jelikož byl uznávanou hvězdou, mohl ovlivňovat natáčení a dokonce napsal scénář a režíroval The Way of the Dragon (Cesta draka). Roku 1972 začal natáčet Game of Death, když ho kontaktovali Warner Brothers, aby s nimi podepsal smlouvu na první americko-hongkongský film. Průběh natáčení byl provázen menšími problémy, hlavně kvůli jazykové bariéře. Nikoho však nepřekvapilo, že se Enter the Dragon stal legendárním filmem.

### Předčasná smrt
Nedožil se premiéry svého nejznámějšího filmu. 20. července 1973 upadl do kómatu a krátce na to zemřel. Bolela jej hlava, a aby tuto bolest utišil, vzal si prášek (Equagesic). Původně se soudilo, že alergická reakce na prášek způsobila anafylaktický šok a masivní otok mozku (při pitvě bylo zjištěno zvětšení mozkové hmoty z 1,400 na 1,575 gramů).
V životopisu z roku 2018 autor Matthew Polly konzultoval s lékařskými odborníky a vyslovil teorii, že Lee zemřel na otok mozku způsobený nadměrnou námahou a úpalem; úpal se tehdy nebral v úvahu, protože šlo o tehdy špatně pochopený stav. Kromě toho si Lee koncem roku 1972 nechal odstranit potní žlázy v podpaží, zřejmě v přesvědčení, že pot z podpaží není na filmu fotogenický. Polly dále vyslovil teorii, že to způsobilo přehřátí Leeho těla při tréninku v horkých teplotách 20. července 1973 (podle záznamů hongkongské observatoře byl 20. červenec 1973 v tropickém Hongkongu nejteplejším dnem toho měsíce), což mělo za následek úpal, který následně zhoršil otok mozku, jenž vedl k jeho smrti. Tuto teorii podporuje i to, že se podobný incident stal již pár měsíců předtím – deset týdnů před svou smrtí 10. května Lee vešel do malé dabingové místnosti, aby znovu natočil dialogy pro film Enter the Dragon. Inženýři vypnuli klimatizaci, aby její hluk neničil zvukovou stopu. Asi po 30 minutách v této místnosti připomínající saunu Lee omdlel a začal se zmítat v křečích. Byl převezen do nemocnice a málem zemřel na otok mozku. Lékaři ho diagnostikovali a vyléčili v pravou chvíli.

## Filmografie
|      | čínský / anglický název                                 | český název                     | Role |
| ---- | ------------------------------------------------------- | ------------------------------- | --- |
| 1941 | Golden Gate Girl                                        |                                 | Krátce po svém narození si zahrál novorozeně.                                                                                          |
| 1946 | The Birth of Mankind                                    |                                 | |
| 1948 | Fu gui fu yun / Wealth is Like a Dream                  |                                 | |
| 1949 | Meng li xi shi / Sai See in the Dream                   |                                 | Jako Yam Lee. |
| 1950 | Xi lu xiang / The Kid                                   |                                 | Jako Lee Siu Lung. |
| 1951 | Ren zhi cue / Infancy                                   |                                 | Jako Ngau. |
| 1953 | Fu zhi guo / Blame it on Father                         |                                 | |
| 1953 | Qian wan ren jia                                        |                                 | |
| 1953 | Ku hai ming deng / The Guiding Light                    |                                 | |
| 1955 | Gu er xing                                              |                                 | |
| 1955 | Ai xia ji / Love Part 2                                 |                                 | |
| 1955 | Er nu zhai / We Owe It to Our Children                  |                                 | |
| 1956 | Zao zhi dang cu wo bu jia                               |                                 | |
| 1956 | Zhia dian na fu / Sweet time Together                   |                                 | Jako Yeung Siu-lung. |
| 1957 | Lei yu / The Thunderstorm                               |                                 | |
| 1960 | Ren hai gu hong aka The Orphan                          |                                 | Jako Ah San. |
| 1966 | The Green Hornet                                        | Zelený Sršeň                    | Jako Kato. (natočeno celkem 26 epizod)                                                                                                 |
| 1966 | Ironside                                                |                                 | Jako Leon Soo v epizodě Tagged for Murder.                                                                                             |
| 1968 | Blondie                                                 |                                 | V epizodě Pick on Someone Your Own Size.                                                                                               |
| 1969 | Here Come the Brides                                    |                                 | Jako Lin v první epizodě. |
| 1969 | Marlowe                                                 | Marlowe                         | Jako Winslow Wong. |
| 1969 | Longstreet                                              | Longstreet                      | Jako Li Tsung. |
| 1971 | Tang shan da xiong / Big Boss                           | Velký šéf                       | Jako Cheng Chao-an. |
| 1972 | Jing wu men / Fist of Fury                              | Pěst plná hněvu / Čínská spojka | Jako Chen Zhen. |
| 1972 | The Fierce Dragon Crosses the River / Way of the Dragon | Cesta Draka                     | Jako Tang Lung neboli Drak. |
| 1972 | The Game of Death (*)                                   |                                 | |
| 1973 | Qi lin zhang / Fist of Unicorn                          |                                 | Kung-fu instruktor a režisér bojových scén.                                                                                            |
| 1973 | Long zheng hu dou / Enter the Dragon                    | Drak přichází                   | Hraje zde mistra bojových umění „Pana Lee“ a je vyslán jako špión na zápas organizovaný bývalým mnichem, z kterého se stal narkobaron. |
| 1978 | Si wang you ju / Game of Death                          | Hra smrti                       | Jako Billy Lo. (* Později dotočeno jiným hercem. Původních scén s Bruce Leem bylo natočeno cca 40 minut.)                              |